# Can Busquets (Badalona)
Can Busquets és un monument protegit com a bé cultural d'interès local del municipi de Badalona (Barcelonès).

## Descripció
És un habitatge unifamiliar entre mitgeres, de planta baixa i pis. La façana és simètrica i es compon d'elements neogòtics, en pedra i estuc imitant maó. Té un petit jardí a l'entrada.

## Història
Permís d'obres demanat el 1901 per Josep Busquets. Forma part de la urbanització del turó d'en Rosés, iniciada el 1895 sota projecte d'Enric Fatjó Torras.